# Danielle Harris
Danielle Harris (* 1. června 1977 Plainview, New York) je americká herečka a režisérka.

## Mládí a kariéra
Narodila se v Plainview v New Yorku, kde vyrůstala se sestrou Ashley. Z počátku se objevovala v několika reklamách, dokonce vyhrála i dětskou soutěž krásy. Přišel rok 1988 a její účast v hororovém filmu Halloween 4: Návrat Michaela Myerse po boku legendárního masového vraha Michaela Myerse, a to následně i roku 1989 v Halloween 5. V roce 1990 si zahrála ve filmu Muž s cejchem smrti se Stevenem Seagalem. Další účast byla ve filmech Poslední skaut nebo Zachraňte Willyho! a kromě toho i v seriálech Pohotovost, Hotel pro rukojmí nebo Fear Clinic.

## Režijní filmografie
- Among Friends (2013)
- Prank (2008)